# Al Jalifa
Al Jalifa, dinastía de gobernantes de Baréin de religión musulmana suní. Se ha mantenido en el poder casi ininterrumpidamente desde 1783, momento en que el país se independizó de Persia, hasta la actualidad.

## Listado de la dinastía Al Jalifa
| Imagen | Nombre                             | Vida           | Reinado                                                           |
| ------ | ---------------------------------- | -------------- | ----------------------------------------------------------------- |
|        | Ahmed bin Jalifa Al Jalifa         | n.?-†1796      | 1.er jeque de Baréin 1783 - 1796                                  |
|        | Abdalá bin Ahmed Al Jalifa         | n.? - †1843    | 2.º jeque de Baréin 1796 - 1843                                   |
|        | Salmán I bin Ahmed Al Jalifa       | n.? - †1825    | 3.er jeque de Baréin 1796 - 1825                                  |
|        | Jalifa bin Salmán Al Jalifa        | n.? - †1834    | 4.º jeque de Baréin 1825 - 1834                                   |
|        | Mohamed bin Jalifa Al Jalifa       | n.? - †1869    | 5.º jeque de Baréin 1834 - 1842 (1)                               |
|        | Mohamed bin Jalifa Al Jalifa       | n.? - †1869    | 5.º jeque de Baréin 1843 - 1868 (2)                               |
|        | Alí bin Jalifa Al Jalifa           | n.? - †1869    | 6.º jeque de Baréin 1868 - 1869                                   |
|        | Mohamed bin Jalifa Al Jalifa       | n.? - †1869    | 5.º jeque de Baréin sep. 1869 - dic. 1869 (3)                     |
|        | Mohamed bin Abdalá Al Jalifa       | n.1813 - †1890 | 7.º jeque de Baréin dic.1869 - dic. 1869 (desposeído de su cargo) |
|        | Isa I bin Alí Al Jalifa            | n.1848 - †1933 | 8.º jeque de Baréin 1869 - 1933                                   |
|        | Hamad I bin Isa Al Jalifa          | n.1872 - †1942 | 9.º jeque de Baréin 1932 - 1942                                   |
|        | Salmán II bin Hamad Al Jalifa      | n.1895 - †1961 | 10.º jeque de Baréin 1942 - 1961                                  |
|        | Isa II bin Salmán Al Jalifa        | n.1933 - †1999 | 11.º jeque 1961-1971 y 1.er emir de Baréin 1971 - 1999            |
|        | Hamad II bin Isa Al Jalifa         | n.1950         | 2.º emir 1999-2002 y 1.er rey de Baréin 2002 - actualidad         |
|        | Salmán bin Hamad bin Isa Al Jalifa | n.1969         | Príncipe heredero al trono de Baréin.                             |